# Ірх-Сірми-Ронгі
Ірх-Сірми́-Ро́нгі (рос. Ирх-Сирмы-Ронги, чув. Йĕшĕмкасси) — присілок у складі Маріїнсько-Посадського району Чувашії, Росія. Входить до складу Першочурашевського сільського поселення.
Населення — 54 особи (2010; 67 у 2002).
Національний склад:
- чуваші — 99 %